# 弗龙莱滕
弗龙莱滕（德语：Frohnleiten）是奧地利的城鎮，位於該國東南部穆爾河畔，距離首府格拉茨25公里，由施蒂利亞州負責管轄，面積127.62平方公里，海拔高度438米，2012年人口6,019。